# Funzione Xi di Riemann

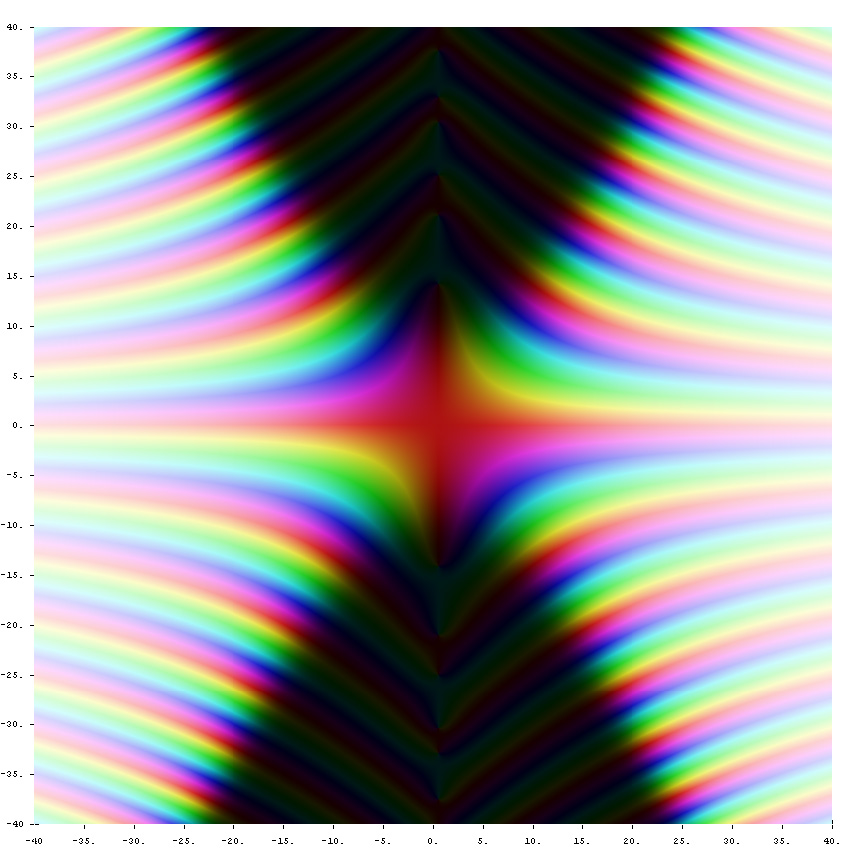
Funzione di Riemann nel piano complesso. Il colore di un punto codifica il valore della funzione. I colori più scuri indicano valori più vicini a zero e la tonalità codifica l'argomento del valore.

In matematica, la funzione Xi (Ξ) di Riemann è una funzione definita in modo tale da avere un'equazione funzionale particolarmente semplice. Essa è una variante della funzione zeta di Riemann.

## Definizione
La funzione {\displaystyle \xi } (xi minuscola) originale di Riemann è stata rinominata in funzione Ξ (Xi maiuscola) dal matematico tedesco Edmund Landau.
La funzione {\displaystyle ~\xi ~} fu definita, infatti, da Landau come:
{\displaystyle \xi (s)={\tfrac {1}{2}}s(s-1)\pi ^{-s/2}\Gamma \left({\tfrac {1}{2}}s\right)\zeta (s)}
per {\displaystyle s\in \mathbb {C} }, con {\displaystyle \zeta (s)} che indica la funzione zeta di Riemann e {\displaystyle \Gamma (s)} la funzione Gamma.
L'equazione funzionale per la {\displaystyle ~\Xi ~} di Landau è {\displaystyle \xi (1-s)=\xi (s)~.}
Invece, la funzione originale di Riemann fu rinominata da Landau in funzione {\textstyle ~\Xi ~} come {\textstyle \Xi (z)=\xi \left({\tfrac {1}{2}}+zi\right),} che obbedisce all'equazione funzionale {\textstyle \Xi (-z)=\Xi (z)~.}
Si noti che la funzione {\displaystyle ~\Xi ~} sopra riportata è invero la funzione originariamente indicata da Riemann con la lettera minuscola {\displaystyle ~\xi ~}. Entrambe sono funzioni intere e puramente reali per argomenti reali. 

## Valori
La forma generale per numeri interi pari positivi è 
{\displaystyle \xi (2n)=(-1)^{n+1}{\frac {n!}{(2n)!}}B_{2n}2^{2n-1}\pi ^{n}(2n-1)}
dove B n indica l'n-esimo numero di Bernoulli. Per {\displaystyle n=1} si ha {\textstyle \xi (2)={\frac {\pi }{6}}.}

## Rappresentazioni in serie
La funzione {\displaystyle \xi } ha la seguente espansione in serie
{\displaystyle {\frac {d}{dz}}\ln \xi \left({\frac {-z}{1-z}}\right)=\sum _{n=0}^{\infty }\lambda _{n+1}z^{n},}
dove
{\displaystyle \lambda _{n}={\frac {1}{(n-1)!}}\left.{\frac {d^{n}}{ds^{n}}}\left[s^{n-1}\log \xi (s)\right]\right|_{s=1}=\sum _{\rho }\left[1-\left(1-{\frac {1}{\rho }}\right)^{n}\right],} e la sommatoria è presa sugli zeri non banali ρ della funzione zeta, in numero di {\displaystyle |\Im (\rho )|.}
Questa espansione gioca un ruolo di particolare importanza nel criterio di Li, secondo il quale l'ipotesi di Riemann equivale ad avere {\displaystyle \lambda _{n}>0,\forall n>0.}

## Prodotto di Hadamard
Una semplice espansione con prodotto infinito è data da: 
{\displaystyle \xi (s)={\frac {1}{2}}\prod _{\rho }\left(1-{\frac {s}{\rho }}\right),\!} dove ρ spazia sulle radici di ξ.
Per garantire la convergenza nell'espansione, il prodotto dovrebbe essere preso sulle "coppie corrispondenti" di zeri: quei fattori per una coppia di zeri della forma {\displaystyle \rho } e {\displaystyle 1-\rho } dovrebbero, quindi, essere raggruppati insieme. 